# سارة دوتيرتي
سارة دوتيرتي كاربيو (ولدت سارة زيمرمان دوتيرتي؛ 31 مايو 1978)، والمعروفة باسم إنداي سارة، هي محامية وسياسية فلبينية وحاليا هي نائب الرئيس الفلبيني الحالي وسابقا عمدة مدينة دافاو. شغلت أيضا منصب عمدة المدينة من 30 يونيو 2010 حتى 30 يونيو 2013. قبل فترة رئاستها، شغلت أيضا منصب نائب عمدة مدينة دافاو من 30 يونيو 2007 إلى 30 يونيو 2010. هي ابنة الرئيس الفلبيني السابق رودريغو دوتيرتي.
تعتبر سارة دوتيرتي كاربيو ثالث أنثى تشغل منصب نائب الرئيس الفلبيني بتاريخ الفلبين بعد جلوريا آرويو وليني روبريدو.